# ニャンドゥティ

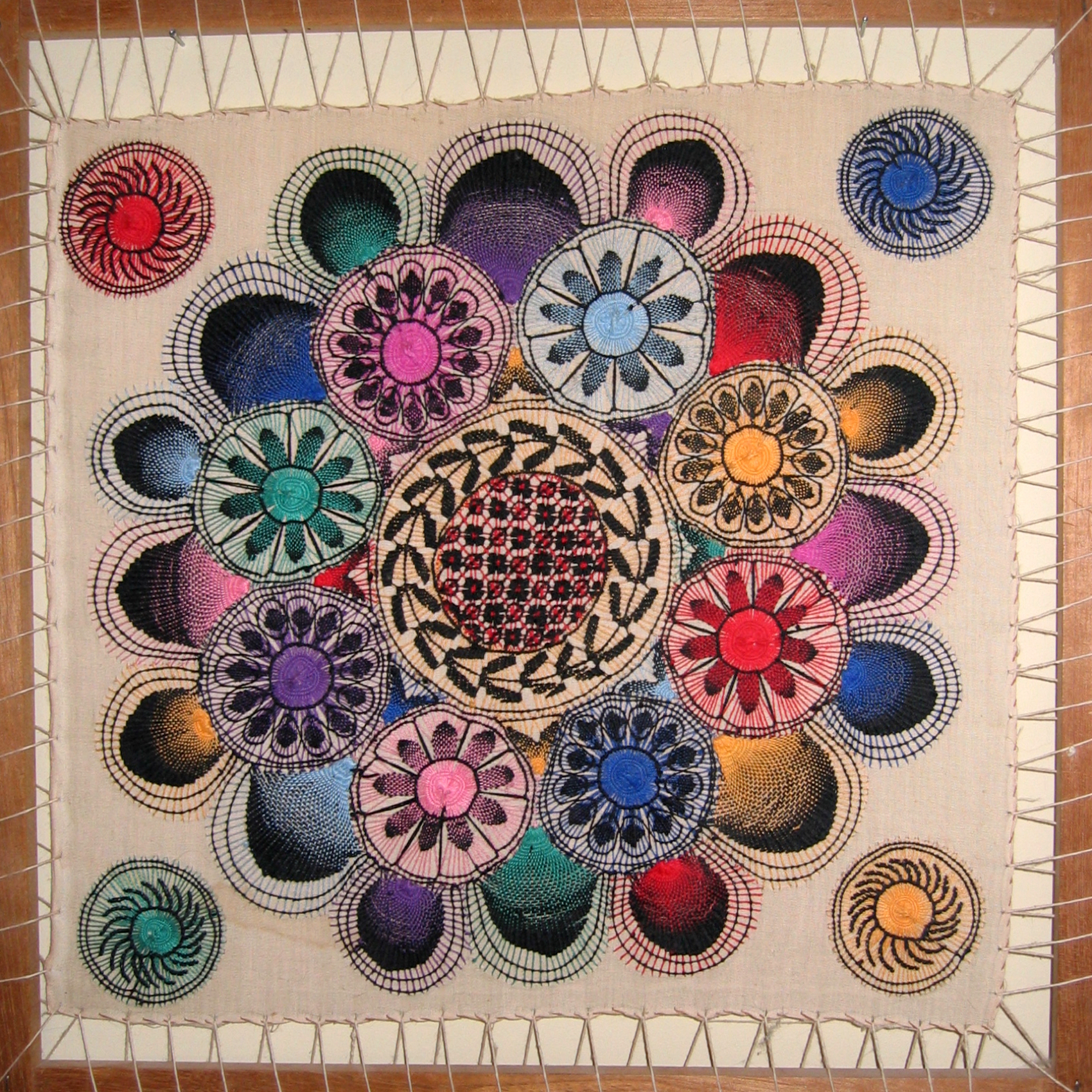
ニャンドゥティ

ニャンドゥティ (グアラニー語で蜘蛛の巣) は、蜘蛛の巣のデザインを模倣した白または鮮やかな色の糸で、幾何学的または動物のモチーフを刺繍した放射状の円をラックに織り込んだニードル レースです。 ドレス、宗教的な装飾品、帽子、扇子、あらゆる種類の装飾品の繊細な部分に取り入れられることが主流です。 イタグア市のシンボルであり、パラグアイの工芸品を代表するものとみなされています。

## 語源
「ニャンドゥティ」という言葉の意味についてはまだはっきりとしていません。 歴史家のルイス・ベロンは、パラグアイ百科事典の中で 3 つの候補について言及しています。
- クモが作り出す繊維の色から、これを「白いクモの巣」と定義する研究者もいます。
- ホセフィーナ・プラーを含む他の人たちは、同心円状の光線が反っていることから、古代の名前は「蜘蛛の光輪」を意味するニャンドゥ・ティニだったと主張している。
- 「クモの山がある場所」という意味だと定義している人もいます。

RAEによると、この言葉はグアラニー語の「ñandutĩ」（蜘蛛の巣）に由来するという。

## 起源

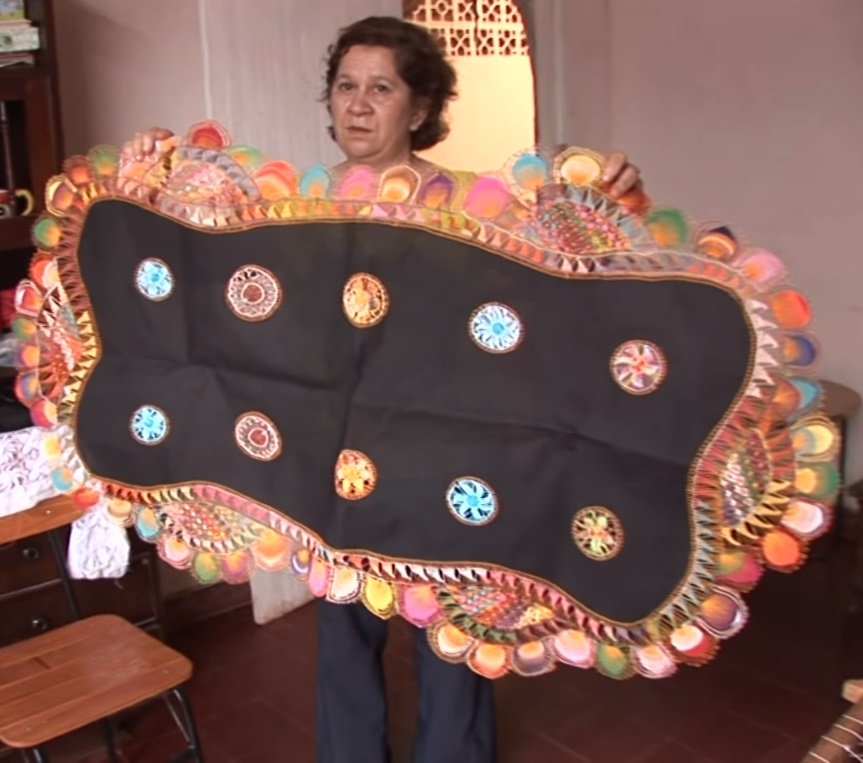
パラグアイのニャンドゥティ織り手。

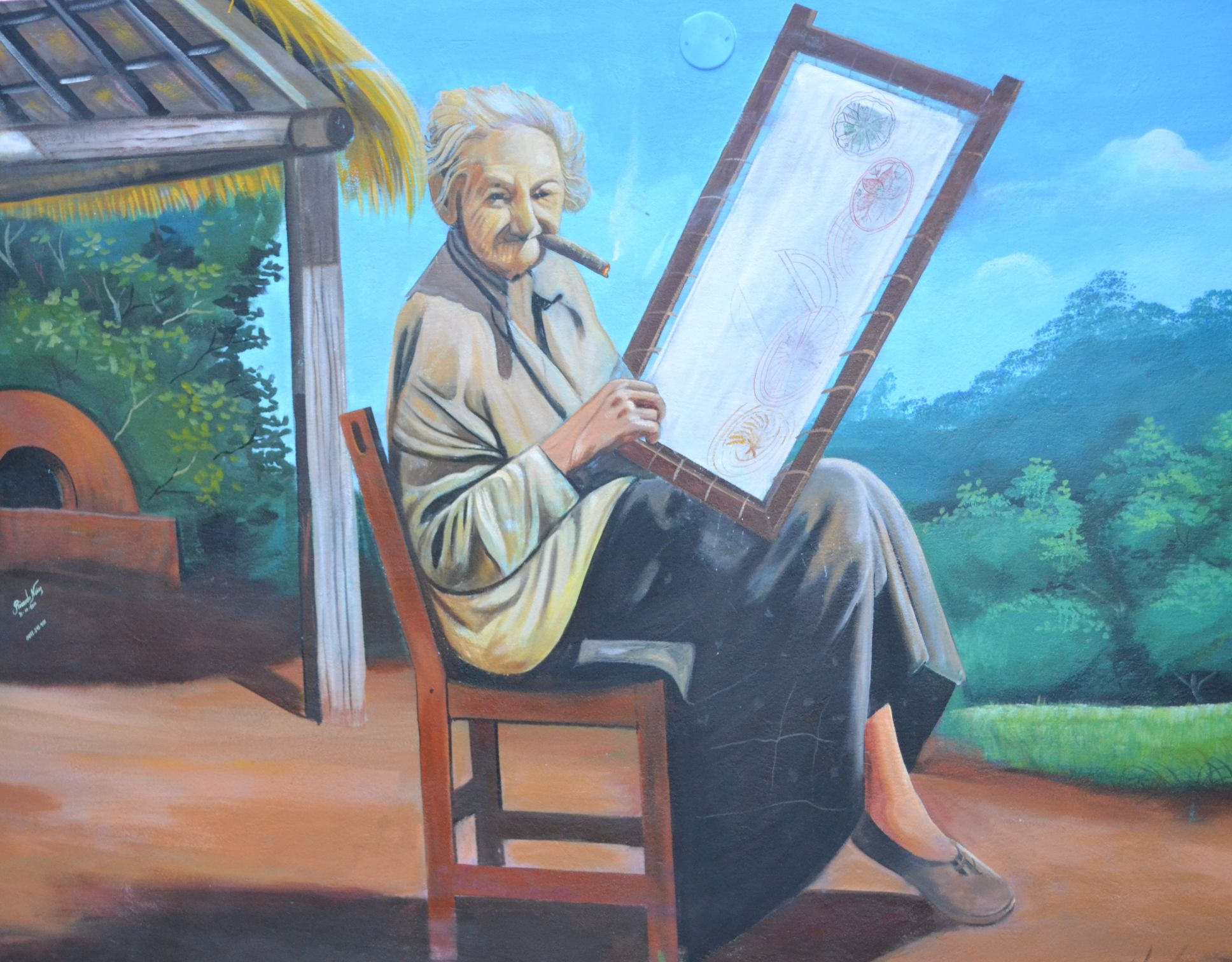
ニャンドゥティ作成中のイタグア出身女性を描いた壁画。

ニャンドゥティの歴史は、ヨーロッパの針と糸の職人技とメスティーソ女性の想像力豊かな技術の間の文化変容の物語です。 なぜなら、このレースの周りに織り込まれてきた美しい伝説とは対照的に、それが先住民起源ではないことを厳密に維持する必要があるからです。
現在のパラグアイ領土に住んでいた各グループは、羽毛芸術、かご細工、陶磁器、織物などの特有の技術を持っていました。 メスティーソヘのプロセスの基礎を形成したグアラニー族の場合、彼らは儀式や実用的な機能に関連した工芸品を製造しました。最初のもの（ボディペインティング、羽の芸術、魔法や宗教的な意味に関連したもの）は、植民地化プロジェクトと相容れないと考えられたため、植民地化プロジェクトによって根絶されました。 一方、後者（陶器と織物）は再配合されて、新たな植民地プロジェクトに使用されました。
グアラニー族の植民地文化変容が完了すると、「タヴァ」（村落）、グアラニーのイエズス会など、新しい社会経済モデルが構築され始め、それが経済を活性化するさまざまな種類の製造業や貿易の生成につながりました。同様に、明らかに「キリスト教的かつ大衆的」な方向性が現れ、それが後に美的表現と職人的表現の両方に影響を与えることになります。 このようにして、グアラニー族は家庭用の伝統的な製造を自由に続けることができました。 しかし、マリアーノ・セルソ・ペドロゾ博士によれば、「このレースが当時、寺院やエリート婦人に使用されるために『アヤコナス』（原文どおり）の卑劣な手によって生まれたとは考えられない。」
実は、植民地時代の歴史の最初の数世紀を記した年代記は、パラグアイにおけるこの工芸品の起源や発展についてはまったく言及していません。この文書の欠如は、16 世紀と 17 世紀の後継者の目録によるものです。 目録は征服者たちの哀れで貧困な暮らしについての証言をしており、それ自体が繊細なレース細工の存在の可能性を排除してしまっています。
すでに 16 世紀末、征服者であり年代記作家のルイ・ディアス・デ・グスマンは、パラグアイ人女性（メスティーソと先住民の両方）の針仕事の技術について語ったが、それが何であるかについては言及していません。 数年後、最初のイエズス会のアンヌアス（1610年）は、それらが「手布」であると報告しました。 時代を超えて人気を博した国産タオルです。これは、征服者たちが苦難の最中であっても、たとえそれが先住民によって作られた素朴な道具であったとしても「手を洗うための水（もしくは水差し）」の奉仕を放棄しなかったことを示しています。
一方で、ホセフィーナ・プラー氏は、ニャンドゥティはカナリア諸島（テネリフェ島の足裏）起源のレースに由来しており、ドニャ・メンシア・カルデロン・デ・サナブリアの入植遠征隊によってこの地域に到着したと主張しています。 また一方では、祭壇のテーブルクロス用のレースが作られたイエズス会のおかげで、その時代への適応と普及が可能になったという説もあります。 また、このスペインのレースがイエズス会からそのメッカとなる場所、イタグアの町までたどった道のりは依然として謎に包まれています。
19 世紀の最初のリバタリアンの数十年間は、職人活動の最盛期と人々の自給自足への欲求を奨励しました。さらに、フランシア博士の緊縮政策に対する国民の反応は、職人たちの自発性と創意工夫によって動員されたものでした。 便利で必要な物品の生産のために、多くの工芸品が誕生し、普及しました。
フランコ政権下でパラグアイの政策により、メスティーソの女性たちが刺繍やレースを長期間輸入できなかったことによって、特にイブニングドレスのラセユやニャンドゥティのスタイルで着飾るためのアオ・ポイを生産が行われました。これらの国家工芸品の「三つ子」姉妹は、異なる場所で同時に誕生しました。
- アオポイは、ヤタイティ族の衣服で、蜂の巣のようにネイティブの布地に刺繍されています。
- エンカヘジュ（グアラニー語でニードルレース）は伝統に従って製造されており、山脈付近起源のものです。 それはガイドを使用して作られます。
- ニャンドゥティは、イタウグアやその他の場所で、蜘蛛の巣のようにデザインされ、制作されます。

ジョンとウィリアムのロバートソン兄弟は、著書「パラグアイからの手紙」の中で、タプアミ（現在のマリアーノ・ロケ・アロンソ）でエスキベル・フアナ夫人から貴重なニャンドゥティの贈り物を受け取ったことを記録しており、これがこのレースについての初めての記録になっています。 この時 1839 年、すでに永久独裁者の黄昏にあり、明らかにクレオールの内容を含む工芸品に向けたテネリフェ島の文化変容がすでに完了していたと言える時期でした。ロバートソンは、それが「村の女性によって織られており、その美しさと高価さで有名である」と述べています。

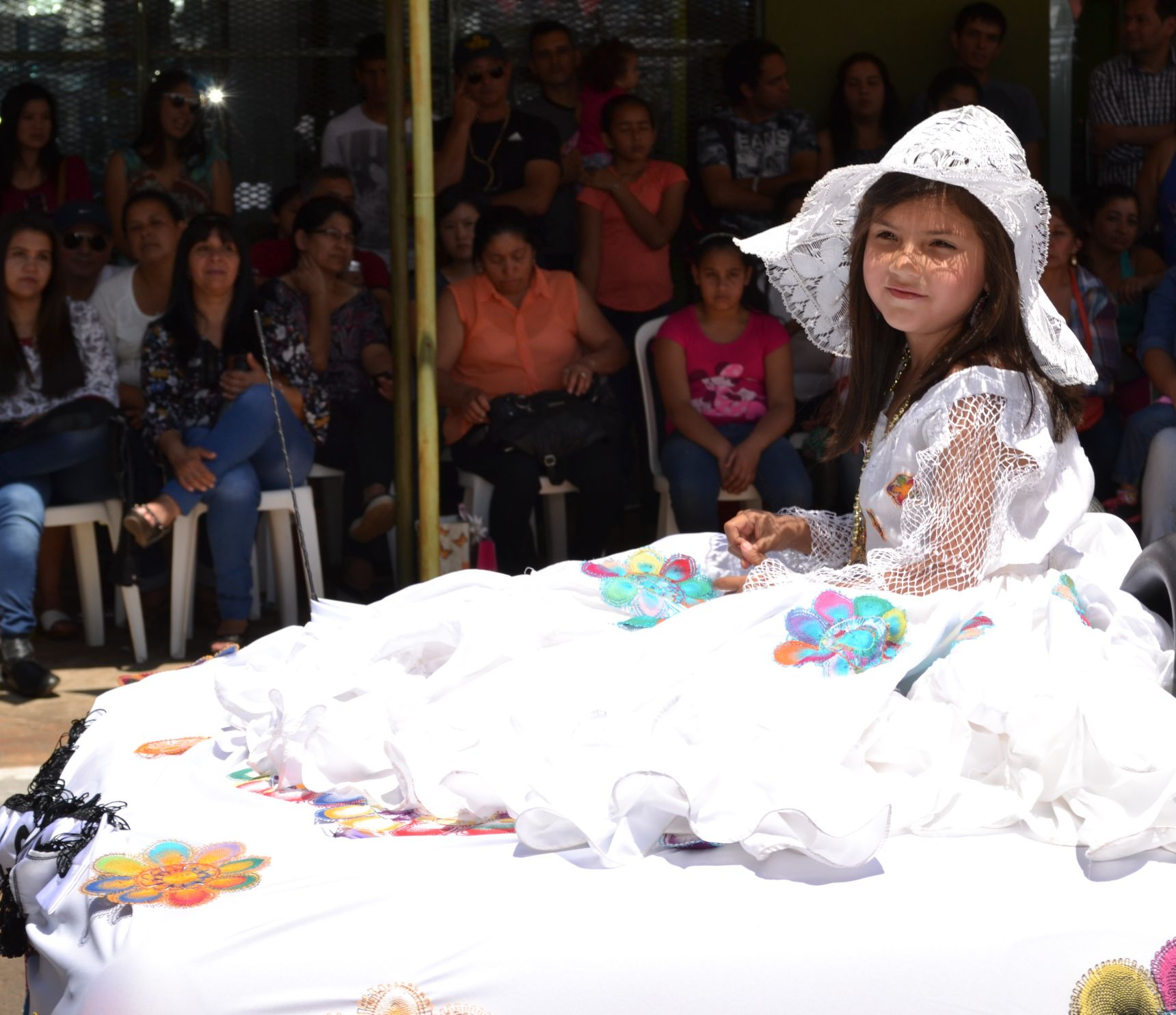
ニャンドゥティレースで作られた衣装を着た女の子

デ・エスキベル夫人がイタウグア出身かどうかは不明ですが、おそらく当時、ニャンドゥティの習慣が家庭に根付いていたのでしょう。この町は、内陸部にある牧場や商店を所有する貴族の一族が一定数集中していた場所の一つだったようでした（この点については具体的な調査は行われていません）。 1864年から1870年の壊滅的な戦争の出来事の後、今日でもイタウグアの女性たちはヒスパニック系であることの特徴を保持していると断言する作家がいます。
この逸話的な出来事が起こってからちょうど 30 年後の 1869 年、イタウグアの住民は、主にブラジル人である連合軍の侵略者の進軍により、家を捨てることを余儀なくされました。 マカルの「焦土作戦」。 ロペスは、パラグアイ軍の残骸とともに内陸部に撤退する、いわゆるレジデンタスを生み出した。 マカル・ロペスの「焦土作戦」は、パラグアイ軍の残骸とともに内陸部に撤退する、いわゆるレジデンタスを生み出しました。
口頭伝承によれば、ニャンドゥティの織り手のうち、町に戻ることができたのは 1 人だけでした。 しかし、このレース職人はユニークで、彼女の献身的で熱意を持った仕事は、王位の関心を引き起こすのに十分でした。
さて、この伝統がヒスパノ・グアラニの過去・他の多くの痕跡を焼き尽くしたパラグアイ戦争を乗り切ることができたのは、この工芸品の並外れた力でしょう。1970 年の戦争から、特に 1950 年から現在に至るまでのニャンドゥティの普及、名声、広範な栽培は、その驚くべきルーツの信頼できる証拠です。

## 特徴

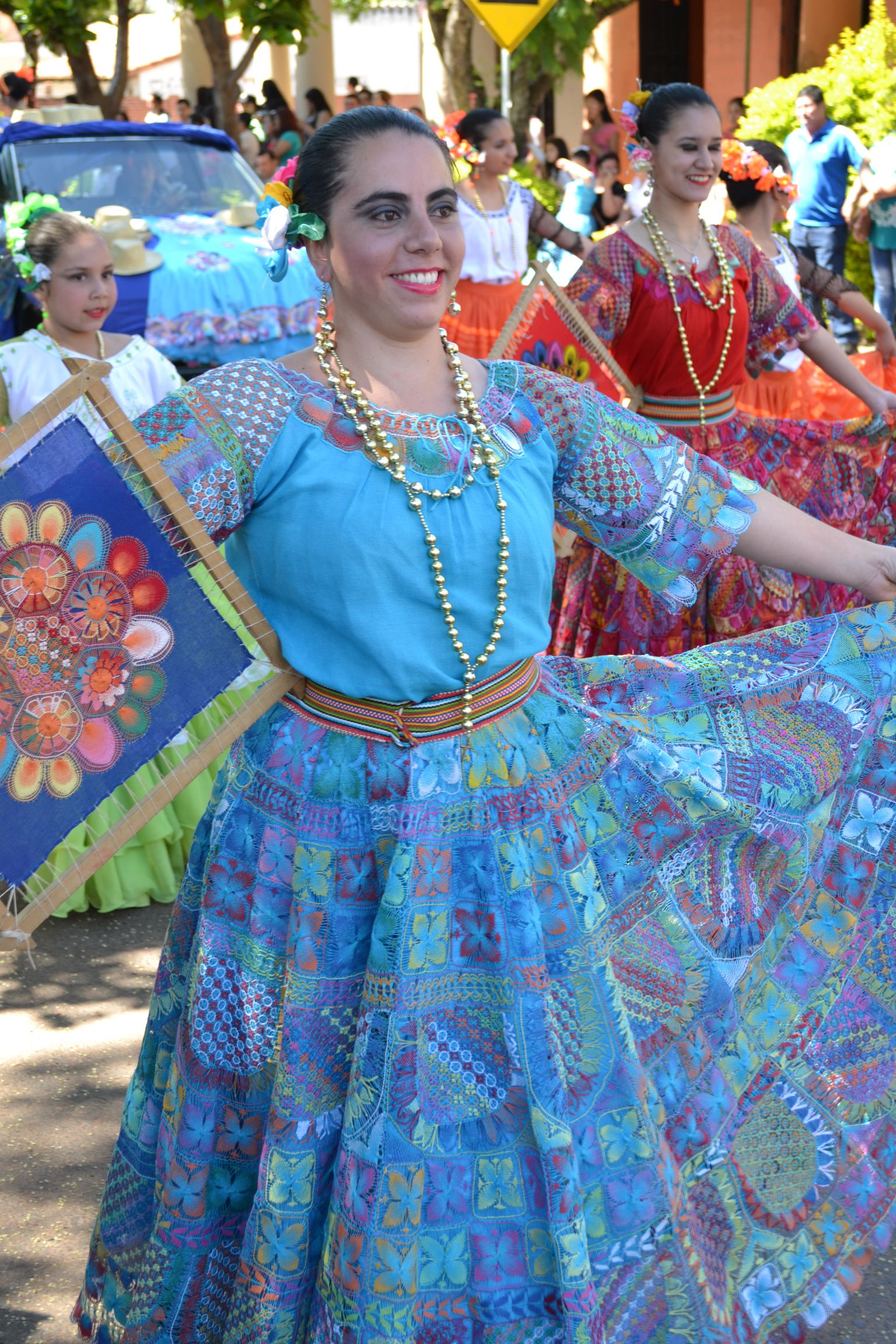
パラグアイの伝統的な衣装 (typói) を着た若い女性。

ニャンドゥティは海外から輸入されたものですが、地元の職人が新しいバリエーションを加えて改良し、代表的で愛らしい要素に仕上げました。
フレームに編み込まれた、放射状の円を描くニードルレースです。その織り方は公開されていて、そのベースは特徴的なテネリフェ島の模様によって形成されており、他の南米地域の典型的なレースにも見られる織り交ぜられたスポーク (太陽) が付いています。これらの模様は、その形状とモチーフ、プロセスが、4 大陸の森林や庭園に生息するクモ、ジョロウグモ、クラビペス、ファシキュラータを模して編まれたものと非常によく似ています。まさにこれが、グアラニ語でレースを表す「ニャンドゥティ」または「蜘蛛の巣」という名前の由来となっているという一説があります。
この織り方は蜘蛛の巣に似ており、小さな円形、正方形、または長方形のモジュールを組み合わせて構成されています。 中央には、地元の植物に典型的な花の非常に概略的なデザインが含まれています。最もよく知られているのは、グアバの花とムブルクジャの花 (パッションフラワー) です。
一般に、幾何学模様や動物形象のモチーフは、白い糸や明るい色で刺繍されます。主に、衣服、宗教的な装飾品、帽子、扇子、およびあらゆる種類の装飾品の装飾が作られます。

## 伝説
伝説によると、サミンビという名前のとても美しくて優しい女性がいました。 勇敢なグアラニ族の戦士である二人の男が愛のために戦いました。 若者の一人はジャシニェモニャレ（月の息子）、もう一人はニャンドゥグアス（ダチョウ）と呼ばれていました。
ある夜、ジャシニェモニャーレがサミンビの愛を勝ち取ってくれるようにトゥパン（神）に懇願していたとき、巨大な木のてっぺんに銀色のレースのようなものが見えました。 それは完璧で、月明かりでさらに美しく見えました。これに目がくらんだジャシニェモニャレは、木に登ってそのレースを下ろし、愛する人への贈り物にしようとしました。
その時、ニャンドゥグアスも通りかかり、その美しい布地を見て、敵が自分より先にそれを手に入れるだろうと知って嫉妬に激怒しました。 彼は何も考えずにジャシニェモニャーレに向かって矢を放ち、 ジャシニェモニャレは転倒し、即死しました。 それから、ニャンドゥグアスは急いで木に登りましたが、それを取ろうとしたとき、組織だけが指に残り、すぐに裂け、それがクモの巣であることが判明しました。
ニャンドゥグアスは数か月間自責の念に悩まされていました。ある日、彼の母親が、彼のその恐ろしい秘密を聞き出しました。 そこで母親は息子に、その木まで連れて行ってくれるように頼みました。 ニャンドゥグアスと母親がその場所に到着すると、同じ場所に以前のものと同じ布地があるのを見て、二人は驚きました。
母親は、ジャシニェモニャーレの死後、ジャングルの中を当てもなくさまよっていた息子を慰めたいと思い、その木にかかっているものと同じ布地を息子に贈ることに決めました。 そのために母親は、蜘蛛が完璧に糸を紡ぎながら、そのレースが完成するまで、蜘蛛が行ったり来たりする様子を非常に注意深く研究し始めました。 それから彼女は編み針を手に取り、クモが描いた円や線を模写し始め、クモの白い毛束を糸として使用して、その独特の織り方をなんとか再現しました。

## 参照
- ボビンレース

## ソース
- Ñandutí:  la flor en el tejido de arañas.Annick Sanjurjo. Eds. Organización de Estados Americanos. 1 de enero de 1978. ASIN: B00072UZOC.
- Verón, L., (2007). Enciclopedia Paraguaya. Asunción: Editorial Mercurio.
- Susnik, B., (1982). Los aborígenes del Paraguay. Cultura material.. T. IV. Asunción.
- González, G., (1967). Ñandutí. Colección Biblioteca de Estudios Antropológicos del Ateneo Paraguayo. Madrid